# Франсис Грийн
Франсис Винтън Грийн (на английски: Francis Vinton Greene) е офицер от армията на САЩ, генерал-майор. Професор по артилерия в Уест Пойнт. Официален наблюдател на армията на САЩ и военен кореспондент в Руско-турската война (1877 – 1878).

## Биография
Франсис Грийн е роден на 27 юни 1850 г. в град Провидънс, Роуд Айланд. Семейството е на потомствени военни с дълго участие в армията. Посвещава се на военното поприще. Завършва Военната академия в Уест Пойнт (1870). Действителна военна служба започва в артилерийските части, след което е прехвърлен в инженерния корпус. Военен аташе на САЩ в легацията в Санкт Петербург.
Участва в Руско-турската война (1877 – 1878) като официален военен наблюдател на армията на САЩ в щаба на Действуващата Руска армия на Балканския полуостров. Едновременно е военен кореспондент на печатни издания в САЩ. По свидетелството на военния кореспондент Василий Немирович-Данченко: „Военния агент на Съединените щати носеше гражданска шапка със златен шнур. Неговия край, завършващ с някакво копче стърчеше над самото му лице, чиито тънки черти издаваха ум и енергия. Със синята си дреха, той не сядаше, а просто се излягаше на тревата. В бой не влизаше. И правилно.“
Военните си кореспонденции и доклади публикува и в самостоятелни издания: „Кампанията в България 1877 – 1878 г.“ и „Доклад за Руската армия и нейната кампания в Турция през 1877 – 1878 г.“ Публикува и книгата си „Скици от армейския живот в Русия“ (1881).
След войната се завръща в САЩ. Работи като строителен инженер във Вашингтон и професор по артилерия в Уест Пойнт. При избухването на Испано-американската война се завръща в армията на САЩ (1898). Командир на 7-и пехотен полк. Повишен е във военно звание бригаден генерал. Проявява се в битката при Манила (1898). Повишен във военно звание генерал-майор и назначен за командир на 2-ра бригада от 2-ра пехотна дивизия. Излиза в оставка през 1899 г.
Деец на Републиканската партия. Полицейски комисар на Ню Йорк (1903 – 1905). Президент на Енергийната компания „Ниагара“ и „Онтарио“.
Умира на 13 май 1921 г. в Ню Йорк.